# Filippo de Ozora
Filippo de Ozora o Pipo de Ozora (en húngaro: Ozorai Pipo)  (1369 – 27 de diciembre de 1426) era un noble italiano que sirvió al rey Segismundo de Hungría (posteriormente emperador del Sacro Imperio Romano Germánico) como comandante militar, tesorero real, ispán de Temes y gobernador de Szörény.

## Biografía
Pipo nació en 1369 en el asentamiento de Tizano (perteneciente a la república de Florencia) bajo el nombre de Filippo Buondelmonti degli Scolari. Sus padres eran de una familia florentina de comerciantes. Antes de 1387 fue a Hungría como aprendiz de comerciante con Luca Pecchia y pronto llegó a la corte del arzobispo de Estrigonia Juan de Kanizsa, entrando posteriormente al servicio del rey Segismundo de Hungría. Por sus cualidades administrativas, el rey le nombró director de las minas de oro en Körmöcbánya. Al poco tiempo fue puesto a cargo de la cámara de sal del reino y entre 1406-07 fue tesorero real. En 1399 se casó con Bárbara, la hija del noble húngaro Andrés de Ozora. Posteriormente Pipo construyó un castillo en la propiedad de Ozora y al poco fue ascendido el asentamiento al rango de ciudad agrícola. Como ispán de Temes, Pipo tuvo un papel clave en el desarrollo del sistema defensivo del reino compuesto por una serie de castillos en el sur.
Entre 1407 y 1426 fue ispán de la región de Temes, siendo llamado por sus contemporáneos solamente como el "ispán Felipe". En 1408 el rey Segismundo fundó una orden de caballería que agrupaba a todos los príncipes y barones que se hallaban bajo la influencia del monarca: la Orden del Dragón. Desde luego, Pipo no podía quedar afuera, así que antes de ser nombrado miembro, el rey lo invistió con el título de Gobernador de la región de Szeged (en húngaro: Szörényi bán).
Pipo dirigió varias campañas militares a lo largo de su carrera: 1402–03: contra Ladislao I de Nápoles, 1411–12 contra Venecia, 1421–22 contra los husitas y entre 1423 y 1426 contra los turcos.
La influencia de Pipo en el reino húngaro alcanzó tales magnitudes que un pariente suyo, de nombre Andrea Scolari, fue colocado a la cabeza del obispado de Zagreb en 1407, y en 1409 fue transferido y nombrado obispo de Gran Varadino. Otro pariente de Pipo, Carmino Scolari, ascendió luego a titular del arzobispado de Kalocsa en 1421, ocupándolo hasta 1423.
En 1410 el rey Segismundo envió a Pipo como embajador -junto a Andrés Kapy- ante el antipapa Juan XXIII, obteniendo el acuerdo entre el monarca y el sumo pontífice para acabar con el cisma de la Iglesia de ese momento.